# Moniaive
Moniaive är en ort i Storbritannien.   Den ligger i kommunen Dumfries and Galloway och riksdelen Skottland, i den centrala delen av landet, 500 km nordväst om huvudstaden London. Moniaive ligger 107 meter över havet och antalet invånare är 520.
Terrängen runt Moniaive är huvudsakligen lite kuperad. Moniaive ligger nere i en dal. Runt Moniaive är det glesbefolkat, med 10 invånare per kvadratkilometer. Närmaste större samhälle är Sanquhar, 18,7 km norr om Moniaive. Trakten runt Moniaive består i huvudsak av gräsmarker.